# 中島董一郎
中島 董一郎（なかしま とういちろう、1883年8月22日 - 1973年12月19日）は、日本の実業家。キユーピー創業者。

## 来歴・人物
愛知県幡豆郡今川村（現・西尾市今川町）に生まれる。中島家は代々眼科医の家柄で、祖父も父も当地では名のある医者であった。祖父は郡の医師会の会長を務めていた。父も京都の医学校に出て祖父の医院を継ぎ、当時では大変繁盛した町医者になっている。ところがその父は世間事に疎く人の良い人だったようで、親戚に頼まれるままに借金の保証人になってしまい破産をしてしまうことになる。夜逃げのような状態で名古屋に引っ越すことになり、1893年（明治26年）には9歳で母を亡くし、弟二人と妹一人が親戚に貰われていった。同年末に上京し、1896年（明治29年）に東京府尋常中学校（のちの府立一中）入学。同期に鳥類学者の内田清之助などがいる。1902年（明治35年）府立一中を卒業し、1904年（明治37年）水産講習所（現：東京海洋大学）へ入学。上級生に高碕達之助、林田甚八（ニチモウ創業者）らがいた。
1907年（明治40年）、講習所卒業後、採掘工場の帳簿係などを経て近衛輜重兵大隊に一年間入隊。除隊後の1909年（明治42年）、缶詰会社の若狭商店へ入社。1912年（大正元年）高碕の勧めで農商務省の海外実業実習生に応募し選ばれ、欧米に派遣される。派遣先でマヨネーズに出会い、当時日本の栄養不足の改善（特に野菜など）をしようと思い立つ。大正5年（1916年）帰国し、1918年（大正7年）に缶詰販売業の中島商店（1938年に中島董商店と改称）を設立し食品業界に進出。1919年（大正8年）に食品工業株式会社（現キユーピー）を設立して各種食品を製造開始する（マヨネーズ製造自体は1925年に開始し、販売は1972年まで中島董商店が行っていた）。
1928年（昭和3年）高碕の意見を押し切ってみかん缶詰の販売に乗り出し成功させ、1932年（昭和7年）広島県に旗道園（現：アヲハタ）を設立する。なお、アヲハタ（青旗）ブランドは中島が欧米に派遣された時にボートレースを見て、すがすがしいフェアプレーと青い旗に感動して「缶詰は中身が見えないからこそ製造するものは正直でなくてはならない」という理念を抱き、それを創業者の廿日出要之進が青い旗をブランドとして決めたことによる。
1967年（昭和42年）事業の成功に伴い、私財を投じて社会の進展に貢献したいという想いから中董奨学会を設立し、学生への奨学金給付事業を行った。1973年（昭和48年）には旗影会を設立し、食分野の研究助成事業も行った。
昭和48年（1973年）12月19日死去。享年91（満90歳没）。菩提は西尾市今川町の養林寺にある。なお董一郎の関係の先祖（本家）の係累は同じ市内の上道目記町にある不退院の過去帳に残っている。